# Діти кукурудзи (фільм, 2020)
«Діти кукурудзи» (англ. Children of the Corn) — американський надприродний слешер 2020 року, написаний і знятий Куртом Віммером. Продюсер описує його як нову адаптацію однойменного оповідання Стівена Кінга, яка «майже не має нічого спільного» з оригінальним «Дітями кукурудзи».
Прем’єра фільму відбулася 23 жовтня 2020 року, в двох кінотеатрах у Сарасота, Флорида, з початковими планами щодо поступового розширення прокату. Кінотеатральний прокат у Сполучених Штатах заплановано на осінь 2022 року.

## У ролях
| Актор          | Роль              |
| -------------- | ----------------- |
| Елена Кампуріс | Болейн Вільямс    |
| Кейт Моєр      | Іден Едвардс      |
| Каллан Мелвей  | Роберт Вільямс    |
| Брюс Спенс     | пастор Пенні      |
| Стівен Хантер  | Келвін Колвінгтон |

## Виробництво
У 2020 році повідомлялося що фільм, який буде ремейком, було знято в Австралії під час пандемії COVID-19. Пізніше продюсер уточнив, що це буде нова  адаптація історії Кінга, яка майже не має нічого спільного з фільмом 1984 року.

## Зовнішні посилання
- Діти кукурудзи на сайті IMDb (англ.)